# Regimentul de Căi Ferate (1916-1918)
Regimentul de Căi Ferate a fost o unitate specializată a Armatei Române care a funcționat în perioada **1916–1918**, având rol esențial în coordonarea și executarea transporturilor feroviare militare, reparațiilor infrastructurii feroviare și susținerea logistică pe frontul românesc din Primul Război Mondial.

## Context și constituire
În perioada neutralității (1914–1916), Armata României a restructurat trupele de geniu: **Batalionul Căi Ferate** a fost transformat în **Regiment de Căi Ferate** la data de 1 aprilie 1914. La mobilizarea din august 1916, Armata dispunea de un regiment de căi ferate dedicat, integrat în organica trupelor de geniu.

## Organizare și misiuni
Regimentul era organizat sub forma unei unități de geniu cu atribuții precum:
- coordonarea și realizarea transporturilor feroviare militare (trupe, materiale, munizioni);
- reorganizarea și exploatarea rețelei feroviare recuperate sau reparate după operațiuni militare;
- participarea la reparații urgente de linii, poduri și instalații feroviare în zonele de front;
- schimbarea personalului civil grevist cu militari, pentru continuitate operațională pe timpul mobilizării.[3]

La mobilizare regimentul includea ofițeri și militari specializați în construcții feroviare, personal de stins foc, mecanici și grefieri feroviari.

## Activitate în campania 1916–1918
În campania din Transilvania și Oltenia, Regimentul a asigurat transporturile masive necesare mutării trupelor și echipamentelor și intervențiile rapid necesare avariilor de pe calea ferată suferite în urma bombardamentelor sau retragerilor rapide.
În perioada retragerii în Moldova (1916–1917), unitatea a fost esențială în refacerea liniei ferate Iași–Bârlad și menținerea legăturii între front și centrele de aprovizionare. În ianuarie 1917, a intervenit în recuperarea după **accidentul feroviar de la Ciurea**, unul dintre cele mai grave tamponări din istorie, când trenuri civile incarcate cu refugiați și militari au deraiat provocând între 800 și 1 000 de victime. Regimentul a ajutat la deblocarea căii ferate și transportul supraviețuitorilor.

## Importanță și recunoaștere
Instituțional, Regimentul de Căi Ferate a fost perceput ca «a doua armată a țării», datorită rolului strategic central în mobilizare și logistică. După război, potrivit unei decizii din martie 1922, salariații CFR au contribuit financiar la ridicarea «Monumentului Eroilor CFR 1916–1918» din fața Gării de Nord București, inaugurate în 1934.

## Dizolvare și evoluție ulterioară
Odată cu demobilizarea din noiembrie 1918 și reorganizarea Armatei Române în perioada interbelică, Regimentul de Căi Ferate a fost desființat. Rolurile sale au fost preluate ulterior de **trupelor de geniu feroviar** în cadrul organelor de mobilizare civilă și militară în rețeaua feroviară națională (**CFR – Compania Națională de Căi Ferate**).